# Gymnoscelis palmata
Gymnoscelis palmata är en fjärilsart som beskrevs av Rudolf Pinker 1962. Gymnoscelis palmata ingår i släktet Gymnoscelis och familjen mätare. Inga underarter finns listade i Catalogue of Life.